# Бахметєвка (Ульяновська область)
Бахметєвка (рос. Бахметьевка) — присілок в Інзенському районі Ульяновської області Російської Федерації.
Населення становить 8 осіб. Входить до складу муніципального утворення Коржевське сільське поселення.

## Історія
Від 2004 року входить до складу муніципального утворення Коржевське сільське поселення.

## Населення
| 1859 | 2010 |
| ---- | ---- |
| 106  | ↘8   |